# フェルデン司教区

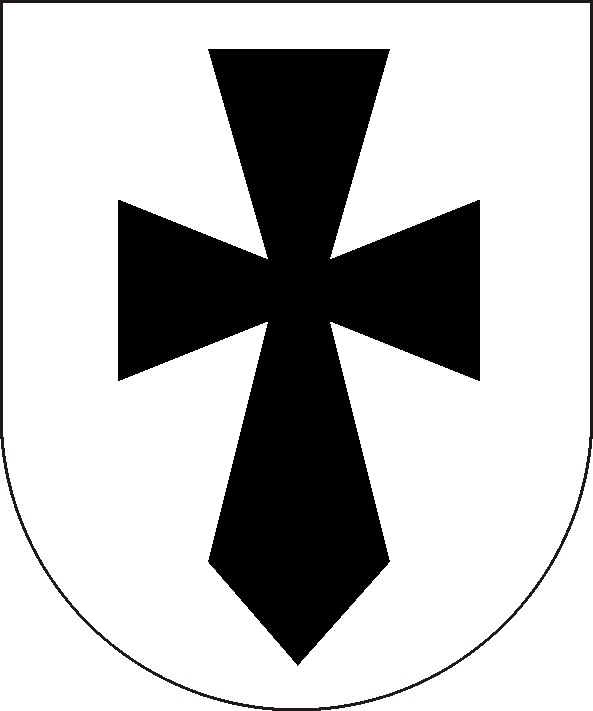
Wappen des Bistums Verden

フェルデン司教区 (Bistum Verden) とは、かつて存在したローマ・カトリック教会における司教区の一つであり、現在のニーダーザクセン州内に位置していた。

## 歴史
およそ800年頃、カール大帝によるザクセン人のキリスト教化が進められる過程でフェルデンに設けられ、マインツ教会管区のもとに置かれた。ほとんどの歴代司教はコルヴァイ修道院出身であり、この司教区の中心となる教会はフェルデン司教座教会であった。10世紀末、フェルデン司教はシュトゥルミガウに所領を得て世俗君主としての性格を有するようになり、領邦フェルデンが形成されていった。16世紀半ばより宗教改革の影響が及ぶようになり、プロテスタントの教会法令に従って、エバーハルト・フォン・ホレ (Eberhard von Holle wurde) のもとプロテスタント化が完了した。三十年戦争中、 カトリック側の巻き返しに伴って、ほんの一時期だけフェルデン司教フランツ・ヴィルヘルム・フォン・ヴァルテンベルク (Franz Wilhelm von Wartenberg) のもとローマ・カトリックに復帰したが、まもなくプロテスタントが勢力を回復し、フェルデン司教区も廃された。その後、カトリック側はかつてのフェルデン司教区を「北ドイツ代牧区」 (Apostolische Vikariat des Nordens) のもとに置き、1824年よりヒルデスハイム司教区に組み込んだ。